# 漢源茶馬古道
漢源茶馬古道位於四川省雅安市漢源縣，文物遺址年代判定為漢至清。2012年7月16日公佈為第八批四川省文物保護單位。

## 簡介[2]
漢源茶馬古道位於四川省雅安市漢源縣境內。現存遺址包括3處古道遺址、1處古城址、1處近現代重要史跡及代表性建築、1處古建築，分別為茶馬古道九折坂段、茶馬古道羊圈門段、茶馬古道飛越嶺段、清溪故城遺址、護國橋、孚和店。
漢源段茶馬古道屬於川藏茶馬古道中的“大路”。起自滎經縣凰儀堡，翻大相嶺抵草鞋坪入漢源縣境，下羊圈門經清溪古城出西門折轉向西經富莊、宜東、三交城，再攀飛越嶺，進入甘孜州瀘定縣，達康定，再進藏，縣境內長約77.5千公尺，南路邊茶主要由此進入藏區。保存較為完好的有清溪羊圈門段、九折坂段以及宜東飛越嶺段。羊圈門段茶馬古道與始建於秦漢時期的抵西昌、出雲南、達緬甸的以運輸絲綢為主的“南方絲綢之路”相重合。這里的古道寬約2公尺，逢山開路，遇水搭橋，就地取材，用山石拼嵌而成。每個石塊都是不規則的，沒有專門雕琢，隨石塊的形狀鋪開，成不規則幾何圖形，石塊之間互相固定，防外力推動，經久耐用，部分路段內側還有排水溝。古人獨具匠心的巧妙構思被歲月牢牢凝固在古道上。史載“王陽回車，王尊叱馭”的典故就發生在九折坂段古道上。漢唐以來的犛牛道（又稱靈關道、清溪道），也由此道抵清溪，再向南經富林、呷洛通西昌、雲南。同時，鑿于秦漢的清嘉道，起自清溪，經九襄、皇木入峨邊、峨眉達樂山，樂山的食鹽由此道運到清溪，再入藏區，因以運鹽為主，所以有“鹽道”之稱。漢源茶馬古道是研究古代中國西南交通變遷，文化交流，邊疆安防，經濟互通等的重要實物資料，具有重要的歷史研究價值。悠悠歲月中，這三道合一的史實，加大了漢源茶馬古道的歷史份量。